# NGC 3843
NGC 3843 ist eine linsenförmige Galaxie vom Hubble-Typ S0/a im Sternbild Löwe an der Ekliptik. Sie ist schätzungsweise 260 Millionen Lichtjahre von der Milchstraße entfernt.
Das Objekt wurde am 27. April 1881 vom US-amerikanischen Astronomen Edward Holden entdeckt.